# Lista Robinson
Se llaman listas Robinson a varios directorios creados con la finalidad de ayudar a particulares a librarse del acoso publicitario a través de llamadas telefónicas, SMS, correos electrónicos, por correo postal o fax, practicado por varias compañías, particularmente las operadoras telefónicas. Hay un apartado para cada categoría. Existen varias listas Robinson, que recogen y guardan los datos de aquellas personas que han expresado voluntariamente que quieren dejar de recibir publicidad. En cada caso los datos de contacto se almacenan en una lista negra. 
La más difundida en España fue creada por  la Federación de Comercio Electrónico y Marketing Directo  FECEMD en 1993. Actualmente gestionada por la Asociación Española de Economía Digital.
Este servicio se enmarca en el ámbito de la publicidad dirigida a nombre de una persona y a una dirección de correo postal, a una dirección de correo electrónico o a un número de teléfono concreto.

## Origen del nombre
El nombre fue inspirado por el protagonista de la novela "Robinson Crusoe", [cita requerida] escrita por Daniel Defoe, aislado de la civilización después de naufragar en una isla desierta. Simbólicamente, quien se apunta a una lista de exclusión publicitaria rechaza todo lo que llegue desde el exterior.

## Proceso
Para darse de alta hay que entrar en la web y registrarse como usuario. A continuación se deben facilitar los datos de aquellos servicios a los que se quiere limitar la publicidad: el número de teléfono, la dirección postal o la dirección de correo electrónico.

## Controversia
A pesar de que el objetivo declarado de las listas Robinson es impedir la recepción de publicidad no deseada, hay opiniones discrepantes respecto del alcance de su utilidad. Algunas personas afirman que, al ser obligatorio para las empresas conocer los datos de las personas registradas, pueden, por este simple medio, acceder a ellos; sin embargo, el proceso de consulta está diseñado para garantizar la privacidad de los ciudadanos y evitar la cesión de sus datos a las empresas. Otras personas afirman que no existe garantía ni medios para obligar a respetar las exigencias de los inscritos.

## Marco legal
Las listas Robinson en España se sitúan dentro de un marco legal conformado por diversas normas que permiten su funcionamiento de forma legal:
- Reglamento (EU) 2016/679, del Parlamento Europeo y del Consejo, de 27 de abril de 2016, relativo a la protección de las personas físicas en lo que respecta al tratamiento de datos personales y a la libre circulación de estos datos y por el que se deroga la Directiva 95/46/CE (Reglamento general de protección de datos).

- Ley Orgánica 3/2018, de 5 de diciembre, de Protección de Datos Personales y garantía de los derechos digitales.